# District de Lahad Datu
Le district de Lahad Datu (malais : Daerah Lahad Datu) est un district administratif de l'État malaisien de Sabah, qui fait partie de la Division de Tawau. La capitale du district est dans la ville de Lahad Datu.

### Liens connexes
- Districts de Malaisie